# Partido Ensenada
Ensenada ist ein Partido an der Atlantikküste der Provinz Buenos Aires in Argentinien. Laut einer Schätzung von 2019 hat der Partido 61.346 Einwohner auf 101 km². Der Verwaltungssitz ist die Ortschaft Ensenada.

## Geschichte
Der Partido erstreckt sich über das Gebiet, das historisch als Ensenada de Barragán bekannt war. Der alte Küstenort liegt auf der Isla Santiago. Im frühen 18. Jahrhundert wurde dort eine Militärbatterie und eine Verteidigungsmauer gebaut, die als Fuerte Barragán (Fort Barragán) bekannt war. Am 5. Mai 1801 gründete der Vizekönig Marqués de Avilés den Ort Ensenada. Im Jahr 1882 erklärte die Regierung Dardo Rocha es zur vorübergehenden Provinzhauptstadt, während die neue Stadt La Plata gebaut wurde.

## Orte
Ensenada ist in 5 Ortschaften und Städte, sogenannte Localidades, unterteilt.
- Ensenada
- Punta Lara
- Villa Catella
- Dique Nº 1
- Isla Santiago Oeste